# Ōtomo no Yakamochi

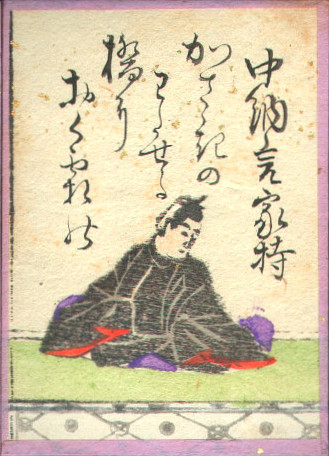
Chūnagon Yakamochi, från Hyakunin Isshu.

Ōtomo no Yakamochi (大伴家持), född c:a 717, död 785, var en japansk statsman och poet under Naraperioden. Ōtomo var den som slutligt sammanställde den japanska litteraturens förnämsta diktantologi Man'yōshū med ett eget waka-poem daterat år 759.
Han var son till Ōtomo no Tabito, även denne poet. Även hans faster, Ōtomo no Sakanoe no Iratsume, var på sin tid en känd poet. Ōtomo var en inflytelserik familj och Ōtomo no Yakamochi tjänstgjorde som kokushi, provinsguvernör, under tiden som han skapade sina många waka-poem, av vilka följande är exempel på hans förmåga:
| ” | Bättre att aldrig ha mött dig i drömmen än att vakna och sträcka ut efter händer som inte finns där. | „ |

Han räknas till de 36 så kallade ”odödliga poeterna” i tidig japansk litteraturhistoria.